# Monopsis simplex
Monopsis simplex là loài thực vật có hoa trong họ Hoa chuông. Loài này được (L.) E.Wimm. mô tả khoa học đầu tiên năm 1948.